# Rubens da Silva Gomes Filho
Rubens da Silva Gomes Filho ou simplesmente Rubinho (Rio de Janeiro, 25 de março de 1935), foi um futebolista brasileiro, que atuava como meio de campo.

## Carreira
Rubinho disputou 55 partidas pelo Fluminense entre os anos de 1947 e de 1950, com 30 vitórias, 13 empates e 12 derrotas, tendo marcado 24 gols.
Em 23 de maio de 1948 marcou o 400º gol da História do Fla-Flu no empate por 1 a 1.
Jogou também por America (RJ), América (PE), Botafogo (RJ), Cruzeiro (RS), Madureira (RJ), Náutico (PE), Olaria (RJ) e Santa Cruz (PE).
Em 1 de abril de 1956 atuou pela Seleção Pernambucana contra a Seleção Brasileira, na vitória do selecionado nacional por 2 a 0.

## Principais títulos
Fluminense
 Torneio Municipal: 1948.[carece de fontes?]
Náutico
 Campeonato Pernambucano: 1954.[carece de fontes?]